# Comuna Dibrivka, Tetiiv
Dibrivka (în ucraineană Дібрівка) este o comună în raionul Tetiiv, regiunea Kiev, Ucraina, formată din satele Dibrivka (reședința) și Dubîna.

## Demografie
Componența lingvistică a comunei Dibrivka
     Ucraineană (98,78%)
     Rusă (1,09%)
     Alte limbi (0,13%)
Conform recensământului din 2001, majoritatea populației comunei Dibrivka era vorbitoare de ucraineană (98,78%), existând în minoritate și vorbitori de rusă (1,09%).